# Duftmuseum (Köln)
Duftmuseum i Farina-Hus ligger tæt på rådhuset og Wallraf-Richartz-Museum i Köln, Tyskland, og er det tidligere produktionssted for den orgininale Eau de Cologne.
Bygningen i gaden Obenmarspforten har siden 1723 været stamhuset af den i dag ældste parfumefabrik i verden, Farina gegenüber, der blev grundlagt i 1709. Museet viser på flere etager produktionsmetoder for eau de cologne og de forskellige maskiner, som blev brugt i fremstillingen, for eksempel destillationsapparater Farina benyttede til produktionen. Endvidere bliver dokumenter og billeder af parfumeproduktionen udstillet såvel som plagiatforsøg gennem tiderne, fordi der endnu ikke fandtes mærkebeskyttelse. Andre eksponater viser fremstillingen af parfume og markedsføring med forskellige glasflaconer.
Den 25. november 2006, på Johann Maria Farinas 240. dødsdag, blev museet udpeget af den tyske forbundspræsident som et specielt sted i Tyskland.

## Ekstern henvisning
- Duftmuseum im Farina-Haus Arkiveret 1. april 2018 hos  Wayback Machine (tysk)

50°56′15″N 6°57′29″Ø / 50.93750°N 6.95806°Ø